# Cephalanthera
Cephalanthera es un género de orquídeas de hábitos terrestres. Tiene 19 especies. Se distribuyen desde Europa a Asia.

## Descripción
Abreviado Ceph en el comercio hortofrutícola, es un género de orquídeas en su mayoría terrestres.  Los miembros de este género tienen rizomas en lugar de los tubérculos. Flores bastante cerradas con labelo trilobulado, hipoquilo cóncavo y sin néctar.  Alrededor de 19 especies son reconocidas en la actualidad, varias de ellas comunes en Europa, por ejemplo, C. longifolia.  La mayoría de las demás son nativas de Asia, desde el Cáucaso  a Japón.

## Taxonomía
El género fue descrito por Louis Claude Marie Richard y publicado en De Orchideis Europaeis Annotationes 21, 29, 38. 1817.
Etimología
Cephalanthera: nombre genérico que proviene del griego: κεφαλὴ = "cabeza" y el latín anthera = "antera", y es una referencia a la forma globular de las anteras de la flor, similar a una cabeza. 

## Especies
| Cephalanthera austiniae (A.Gry) Heller Cephalanthera calcarata Chen & Lang Cephalanthera caucasica Krzl. Cephalanthera culcullata Boiss. & Heldr. Cephalanthera damasonium Cephalanthera epipactoides Fischer & C. A. Meyer Cephalanthera erecta Cephalanthera falcata Cephalanthera gracilis Cephalanthera kotschyana Renz & Taub. Cephalanthera kurdica Bornm. Cephalanthera longibracteata Cephalanthera longifolia (L.) Fritsch Cephalanthera rubra (L.) Rich. Cephalanthera schaberi Baum. Cephalanthera × schulzei |